# The Pentagram Burns
«The Pentagram Burns» es el primer sencillo promocional de la banda noruega de black metal, Satyricon de su álbum de 2006 Now, Diabolical. Un videoclip fue rodado para esta canción.

## Canciones
1. «The Pentagram Burns» (4:05) (edición radio)
2. «The Pentagram Burns» (5:39) (edición álbum)

## Créditos
- Satyr - Guitarra, bajo, teclado, voz
- Frost - Batería